# Política linguística

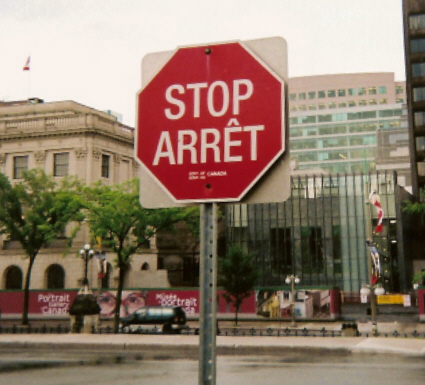
Placa "pare" em inglês e francês em Ottawa. A política linguística desempenha um papel importante no Canadá.

A política linguística (PL) nasceu como área de estudos na década de 1960 e preocupa-se com a relação entre o poder e as línguas, ou mais propriamente, com as grandes decisões políticas sobre as línguas e seus usos na sociedade (Louis-Jean Calvet): que línguas podem ou não podem ser usadas em determinadas situações, oficiais ou não; em como línguas são promovidas ou proibidas, a partir de ações sobretudo do Estado sobre seus falantes (política de status); em como línguas são instrumentalizadas para determinados usos (política de corpus).
A política linguística está na base da ação dos Estados a respeito das línguas, já que a presença e os usos das línguas em cada situação é uma questão política e constantemente permeada de conflitos e negociações.
A planificação linguística é a área da PL preocupada com as intervenções sobre as línguas, sobretudo a promoção de línguas, isto é, a criação de programas de revitalização, manutenção, escrituração, criação de escolas bilíngues e de legislação específica para a questão das línguas. Preocupa-se também com a questão dos direitos linguísticos e do patrimônio linguístico.
No Brasil, as línguas minoritárias podem ser classificadas em dois grupos: Línguas autocinese, ou seja, nativas ou que têm sua origem na terra (por exemplo, caingangue, guarani, língua geral, etc.; e línguas alóctones, ou idiomas que surgiram e resultaram como legados do histórico da imigração do país (por exemplo, hunsrückisch, pomerano, talian, japonês, etc.). Todos os idiomas minoritários do Brasil, da mesma forma que ocorre noutros países do mundo, são influenciados, de uma maneira ou doutra, pela sua política linguística nacional.
É muito recente a caracterização da política linguística no Brasil como área. Até o ano de 2006, somente um programa de pós-graduação em linguística tinha uma linha de pesquisa em política linguística, o da Universidade Federal de Santa Catarina. Dedica-se ao assunto desde 1999 no Brasil e no Mercosul o IPOL - Instituto de Investigação e Desenvolvimento em Política Lingüística — com sede em Florianópolis, Brasil.
Nas tribos indígenas, é muito grande, nos anos recentes, a implantação de uma política linguística, porém os estudiosos encontram grandes dificuldades em realizar de maneira eficaz uma política para os nativos, mas muitos estudos estão a conseguir encontrar uma maneira adequada, na criação de currículos, para a manutenção da língua.